# Scilla maderensis
Scilla maderensis (проліски мадейрські) — вид трав'янистих рослин, що належить до родини Холодкові (Asparagaceae), ендемік Мадейри та Селваженш.

## Поширення
Ендемік архіпелагів Мадейра (о-ви Мадейра, Порту-Санту) і Селваженш.

## Загрози та охорона
Основними загрозами є урбанізація, будівництво доріг, ерозія та зсуви та конкуренція з екзотичними та місцевими видами.
Scilla madeirensis наведено в Додатку II Директиви про середовища існування.